# Bodenseeuferlandschaft östlich Friedrichshafen
Das FFH-Gebiet Bodenseeuferlandschaft östlich Friedrichshafen ist ein im Jahr 2005 durch das Regierungspräsidium Tübingen nach der Richtlinie 92/43/EWG (Fauna-Flora-Habitat-Richtlinie) angemeldetes Schutzgebiet (Schutzgebietskennung DE-8423-341) im deutschen Bundesland Baden-Württemberg. Mit Verordnung des Regierungspräsidiums Tübingen zur Festlegung der Gebiete von gemeinschaftlicher Bedeutung vom 5. November 2018 (in Kraft getreten am 11. Januar 2019), wurde das Schutzgebiet ausgewiesen.

## Lage
Das 1363 Hektar große Schutzgebiet Bodenseeuferlandschaft östlich Friedrichshafen gehört naturräumlich zum Bodenseebecken. Seine drei Teilflächen liegen auf einer Höhe von 391 bis 436 m ü. NHN und erstrecken sich in den zum Bodenseekreis gehörenden Gemeinden Eriskirch, Kressbronn am Bodensee und Langenargen sowie der Stadt Friedrichshafen.
Im Wesentlichen umfassen die Teilflächen den Bereich des Bodenseeufers zwischen der Rotachmündung im Nordwesten, der Schussen, der Argen und der Kressbronner Bucht im Südosten, sowie den Süden des Tettnanger Waldes zwischen Mariabrunn, Schlatt und Oberdorf.

## Schutzzweck
Wesentlicher Schutzzweck ist die Erhaltung der größten Flachwasserzone am Nordufer des Obersees und der Uferzone mit angrenzenden Riedflächen und Streuwiesen sowie größerem zusammenhängendem Wald.

### Lebensraumtypen
Die Vielfalt von Lebensraumtypen, in weiten Bereichen noch weitgehend naturnah, mit Elementen traditioneller Landnutzung und Fischerei ist das Bindeglied zwischen Bodensee und Hinterland. Das Schutzgebiet zeichnet sich hauptsächlich durch folgende Lebensräume aus: Binnengewässer (40 %), Misch- (21 %) und Nadelwald (15 %) sowie Moore, Sümpfe und Uferbewuchs (8 %).
Folgende Lebensraumtypen nach Anhang I der FFH-Richtlinie kommen im Gebiet vor:
| EU Code | * | Lebensraumtyp (offizielle Bezeichnung)                                                                                            | Kurzbezeichnung                                              |
| ------- | - | --- | ------------------------------------------------------------ |
| 3140    |   | Oligo- bis mesotrophe kalkhaltige Gewässer mit benthischer Vegetation aus Armleuchteralgen                                        | Kalkreiche, nährstoffarme Stillgewässer mit Armleuchteralgen |
| 3150    |   | Natürliche eutrophe Seen mit einer Vegetation des Magnopotamions oder Hydrocharitions                                             | Natürliche nährstoffreiche Seen                              |
| 3270    |   | Flüsse mit Schlammbänken mit Vegetation des Chenopodion rubri p.p. und des Bidention p.p.                                         | Schlammige Flussufer mit Pioniervegetation                   |
| 6410    |   | Pfeifengraswiesen auf kalkreichem Boden, torfigen und tonig-schluffigen Böden (Molinion caeruleae)                                | Pfeifengraswiesen                                            |
| 6430    |   | Feuchte Hochstaudenfluren der planaren und montanen bis alpinen Stufe                                                             | Feuchte Hochstaudenfluren                                    |
| 7210    | * | Kalkreiche Sümpfe mit Cladium mariscus und Arten des Caricion davallianae                                                         | Kalkreiche Sümpfe mit Schneidried                            |
| 7230    |   | Kalkreiche Niedermoore | Kalkreiche Niedermoore                                       |
| 91E0    | * | Auen-Wälder mit Alnus glutinosa und Fraxinus excelsior (Alno-Padion, Alnion incanae, Salicion albae)                              | Auenwälder mit Erle, Esche, Weide                            |
| 91F0    |   | Hartholzauenwälder mit Quercus robur, Ulmus laevis, Ulmus minor, Fraxinus excelsior oder Fraxinus angustifolia (Ulmenion minoris) | Hartholzauenwälder                                           |

### Arteninventar
Folgende Arten von gemeinschaftlichem Interesse kommen im Gebiet vor:
| Bild                                | EU Code | * | Art                                 | wissenschaftlicher Name    | Artengruppe           |
| ----------------------------------- | ------- | - | ----------------------------------- | -------------------------- | --------------------- |
| Bauchige Windelschnecke             | 1016    |   | Bauchige Windelschnecke             | Vertigo moulinisana        | Schnecken             |
| Heller Wiesenknopf-Ameisenbläuling  | 1059    |   | Heller Wiesenknopf-Ameisenbläuling  | Maculinea teleius          | Schmetterlinge        |
| Dunkler Wiesenknopf-Ameisenbläuling | 1061    |   | Dunkler Wiesenknopf-Ameisenbläuling | Maculinea nausithous       | Schmetterlinge        |
| Hirschkäfer                         | 1083    | * | Hirschkäfer                         | Lucanus cervus             | Käfer                 |
| Strömer                             | 1131    |   | Strömer                             | Leuciscus souffia agassizi | Fische und Rundmäuler |
| Bitterling                          | 1134    |   | Bitterling                          | Rhodeus sericeus           | Fische und Rundmäuler |
| Groppe                              | 1163    |   | Groppe                              | Cottus gobio               | Fische und Rundmäuler |
| Gelbbauchunke                       | 1193    |   | Gelbbauchunke                       | Bombina variegata          | Amphibien             |
| Bechsteinfledermaus                 | 1323    |   | Bechsteinfledermaus                 | Myotis bechsteinii         | Säugetiere            |
| Großes Mausohr                      | 1324    |   | Großes Mausohr                      | Myotis myotis              | Säugetiere            |
|                                     | 1387    |   | Rogers Goldhaarmoos                 | Orthotrichum rogeri        | Moose                 |
| Firnisglänzendes Sichelmoos         | 1381    |   | Firnisglänzendes Sichelmoos         | Drepanocladus vernicosus   | Moose                 |

### Zusammenhängende Schutzgebiete
Folgende Schutzgebiete sind Bestandteil des FFH-Gebiets:
| Nr.          | Name | Ort/e                                                        | Flächenanteil [%] | Bild |
| ------------ | --- | ------------------------------------------------------------ | ----------------- | ---- |
| NSG 4.282    | Argen | Achberg, Kressbronn, Langenargen, Neukirch, Tettnang, Wangen | 1                 |      |
| LSG 4.35.040 | Eiszeitliche Ränder des Argentals mit Argenaue                                                                                        | Kressbronn, Langenargen, Neukirch, Tettnang                  | 1                 |      |
| NSG 4.020    | Eriskircher Ried | Eriskirch, Friedrichshafen                                   | 41                |      |
| LSG 4.35.022 | Sand- bzw. Baggergruben nördlich und westlich des Bierkellers                                                                         | Langenargen                                                  | 1                 |      |
| LSG 4.35.021 | Tettnanger Wald mit Hochwacht, Krüntenbühl, Reichenbühl, Argenhardter Kopf, Schoos und Steilrand des Argentales an dem Schwandenbogen | Langenargen, Tettnang                                        | 5                 |      |
| LSG 4.35.001 | Württembergisches Bodenseeufer | Friedrichshafen, Kressbronn, Langenargen                     | 4                 |      |